# Zorica Božović
Zorka-Zorica Božović, srbska dijakinja, udeleženka narodnoosvoboditeljske revolucije, * 13. avgust 1925, Beograd, † 17. oktober 1941, Beograd.  

## Življenje
Bila je učenka Druge ženske gimnazije in Glasbene šole „Stanković“ v Beogradu. Bila je Tudi članica Zveza komunistične mladine Jugoslavije. Ko se je začela 2. svetovna vojna, je Zorica 26. julija  1941 s prijateljco poskusila zažgati nemški tovornjak. Bila je aretirana in poslana v taborišče na Banjici v Beogradu. Tam so jo ustrelili. Zorica ima svojo ulico v Jajincih, v Beogradu.